# Problepsis ocellata
Problepsis ocellata ist ein Schmetterling (Nachtfalter) aus der Familie der Spanner (Geometridae).

## Beschreibung

### Falter
Die Flügelspannweite der Falter beträgt 29 bis 37 Millimeter bei den Weibchen sowie 28 bis 33 Millimeter bei den Männchen. Exemplare mit kleinerer Spannweite entstammen einer zweiten Generation. Die Vorder- und Hinterflügeloberseiten haben eine elfenbeinweiße Grundfarbe. In der durch eine schwarzbraune Querlinie begrenzte Submarginalregion befinden sich je zwei aus dunkelbraunen Flecken gebildete kettenartige Reihen.  Die Basalregion der Vorderflügel ist durch eine braune Querlinie begrenzt. Arttypisch sind die Augenflecke (lat. ocellus = kleines Auge) auf allen Flügeln, die auch für die Wahl des Epithetons verantwortlich sind. Diejenigen auf den Vorderflügeln sind nahezu kreisrund, schwarzbraun eingefasst und zweigeteilt, wobei die obere Hälfte hell und die untere Hälfte fast schwarz ist. Direkt unterhalb dieser Augenflecke befindet sich ein weiterer großer, unregelmäßiger brauner Fleck der bis zum Innenrand reicht. Die Augenflecke auf den Hinterflügeln sind oval, braun eingefasst, im Inneren hell und mit schwachen dunklen Schatten versehen. Die Fühler der Männchen sind beidseitig gekämmt, diejenigen der Weibchen sind fadenförmig.

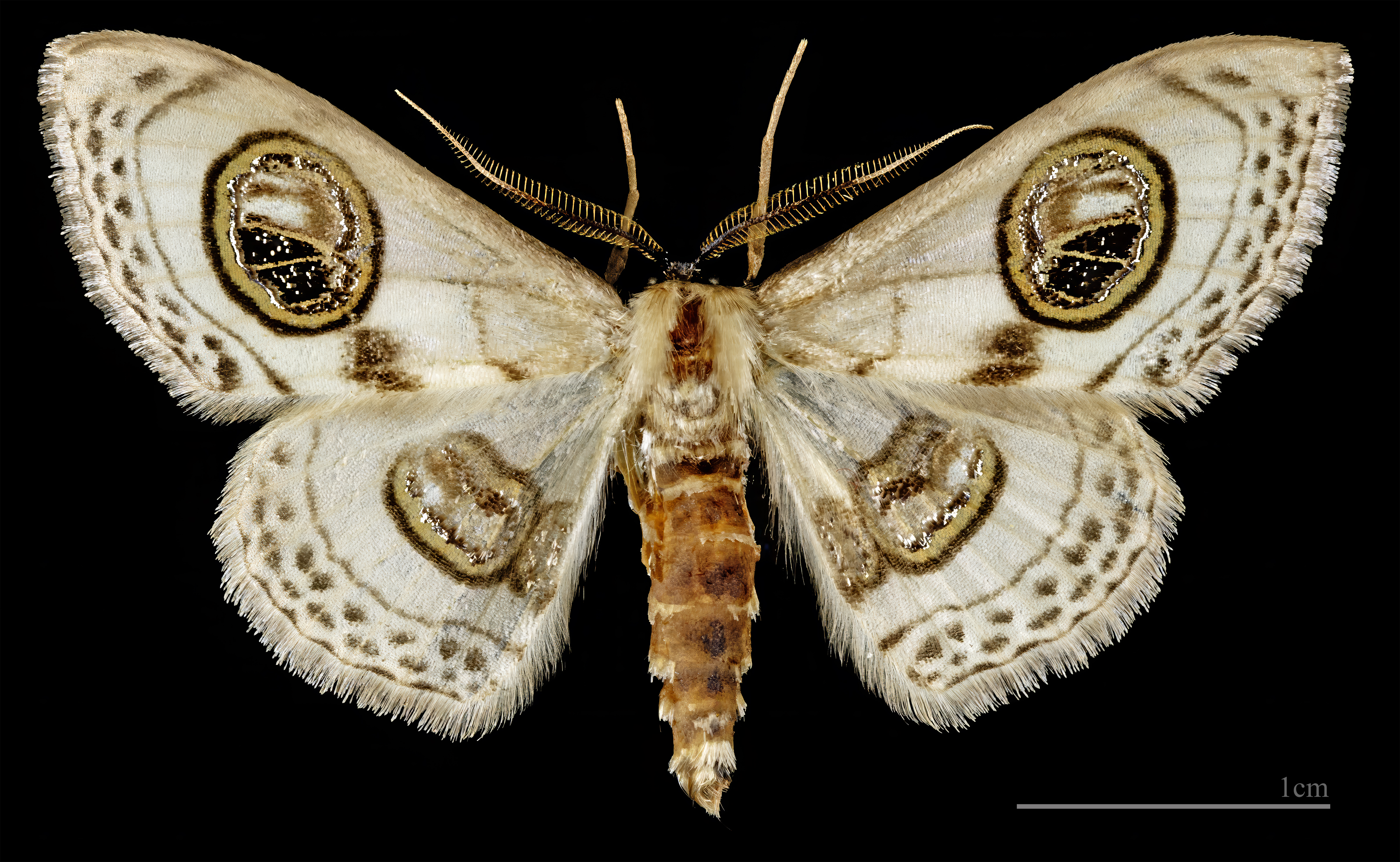
Problepsis ocellata ♂
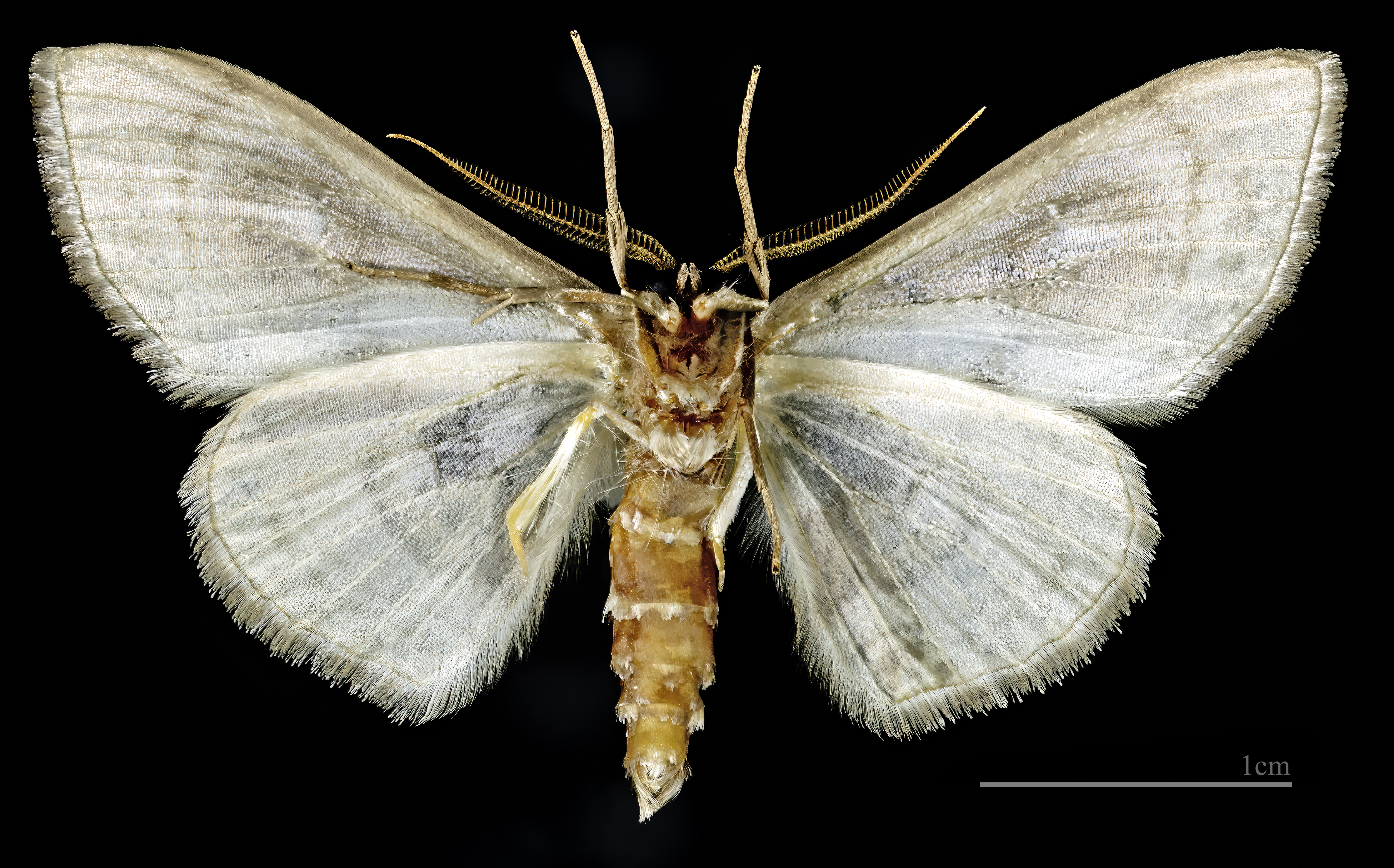
Problepsis ocellata ♂   △
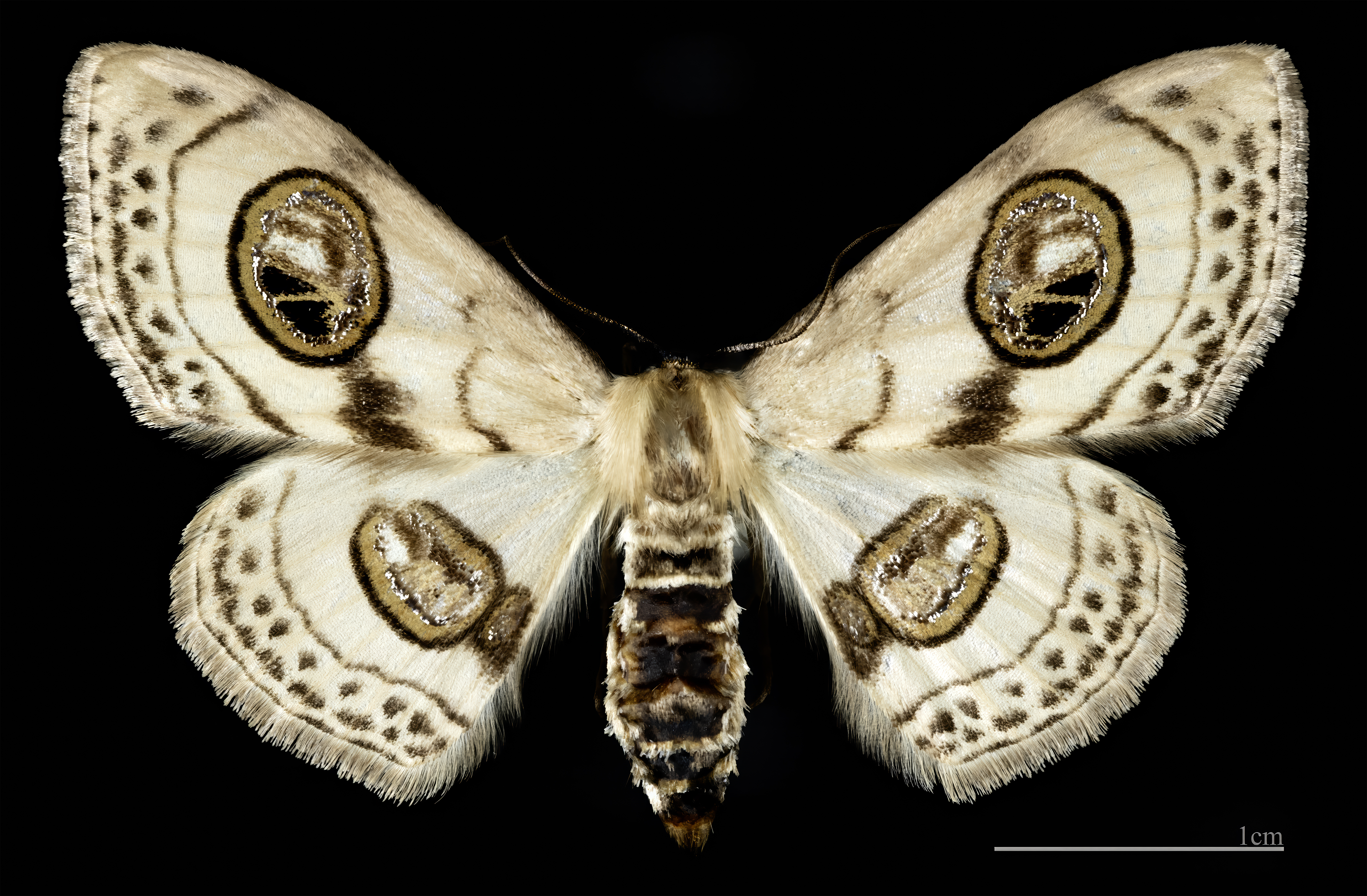
Problepsis ocellata ♀
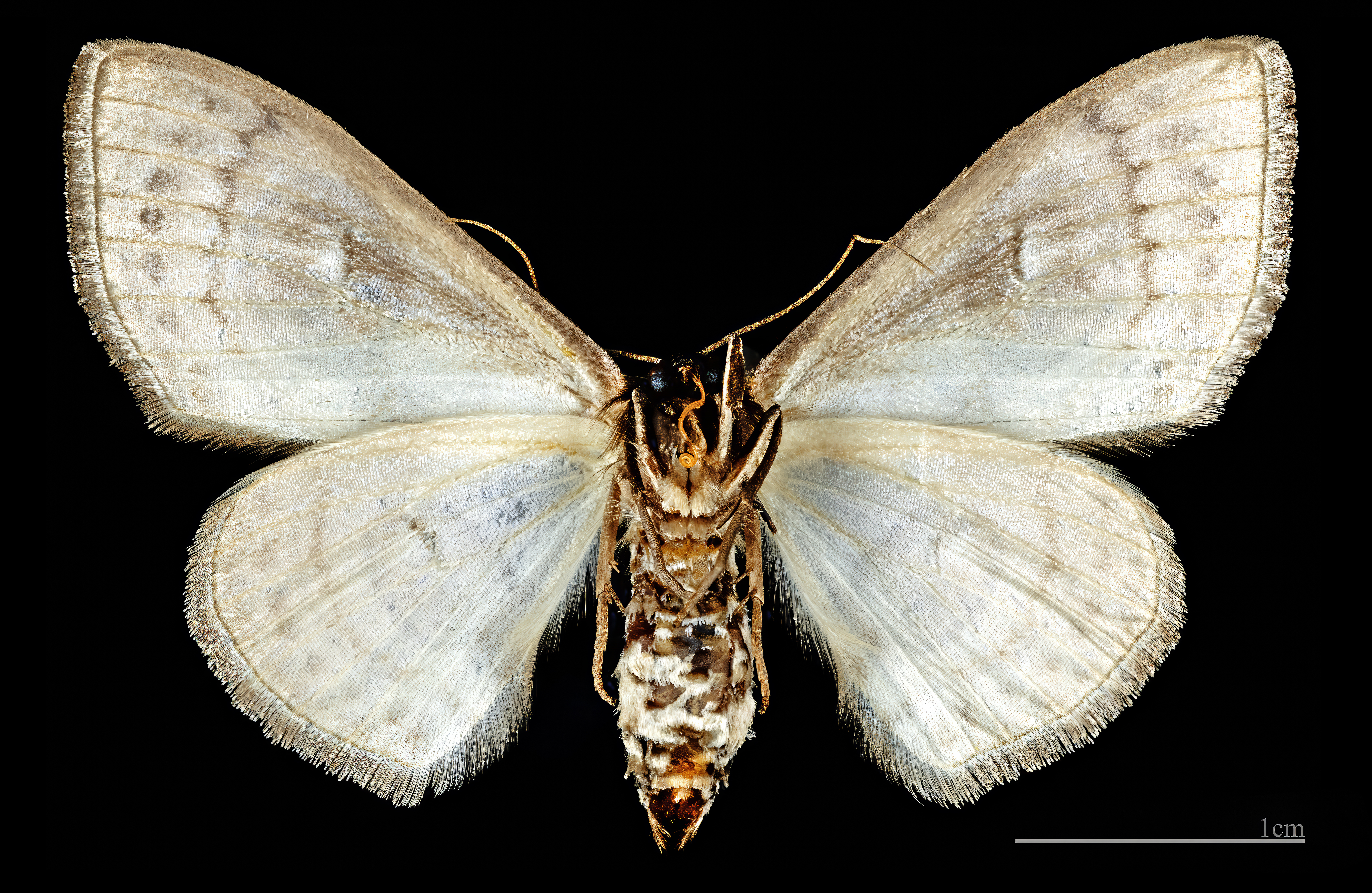
Problepsis ocellata ♀ △

### Ei
Das Ei hat eine flache ovale Form und ist mit einer netzartigen Struktur überzogen. Unmittelbar nach der Ablage ist es grün, nimmt nach zwei Tagen jedoch eine rosa Farbe mit rötlichen Flecken an und ist kurz vor dem Schlupf der Räupchen bleigrau gefärbt.

### Raupe
Junge Raupen haben zunächst eine mattgrüne bis olivgrüne Farbe und zeigen undeutliche bräunliche Schatten auf dem Rücken und einen honiggelben Kopf. Ausgewachsene Tiere werden bis zu 45 Millimeter lang. Ihre Grundfarbe ist weißlich mit einer sehr dichten lilagrauen Berieselung, der Kopf ist bräunlich. Die Brustsegmente sind schmaler als der übrige Körper, der leicht gerunzelt ist. Die Analklappe ist dreieckig. Die Stigmen sind schwarz und innen gelblich. Kurz vor der Verpuppung nimmt die Raupe eine grünliche Färbung mit rosa Tönungen an.

### Puppe
Die Puppe ist zunächst grünlich und nimmt später eine rotbraune Farbe an. Am Kremaster befinden sich zwei kleine Erhebungen, die mit je einer kräftigen Borste versehen sind.

## Verbreitung und Lebensraum
Problepsis ocellata kommt im äußersten Südosten Europas vor, auch auf den Inseln Kreta, Naxos und Zypern. Außerhalb Europas wurde die Art in Kleinasien, Syrien, dem Libanon, Palästina, Pakistan und Afghanistan nachgewiesen. Hauptlebensraum sind Olivenhaine.

## Lebensweise
Die Falter bilden zwei Generationen pro Jahr, die von Mai bis Juli, bzw. im August und September anzutreffen sind.  Sie besuchen nachts gerne künstliche Lichtquellen. Die Raupen ernähren sich von den Blättern von Ölbäumen (Olea). Bei Zuchten werden auch Ligusterblätter (Ligustrum)  als Ersatzfutter angenommen.